# Selfoss (cascada)
La cascada de Selfoss es troba al riu Jökulsá á Fjöllum, al nord d'Islàndia, i cau sobre unes cascades uns 30 km abans de desembocar a Öxarfjörður, una badia de l'oceà Àrtic.
A uns centenars de metres aigües avall de la cascada Selfoss (11 metres d'altura), es troba la cascada de Dettifoss, la cascada més poderosa d'Europa. El riu s'origina al fondre l'aigua de la glacera Vatnajökull i, per tant, el flux d'aigua varia en funció de la temporada, el clima i l'activitat volcànica. El riu cau 44 metres més d'una amplada de 100 metres. Per sota de les cataractes, el riu passa a través d'un congost que forma part del Parc Nacional Jökulsárglijúfur.